# Wēkiu
O Wēkiu (Nysius wekiuicola) é uma espécie rara de inseto que habita o arquipélago do Havaí; ameaçado, de acordo com ambientalistas, pela proposta de construção do telescópio TMT.